# Нівелірна марка

Стінне маркування у печері Суук-Коба (Крим)

Нівелірна марка стінна (рос. нивелирная марка стенная, англ. wall leveling mark, wall bench mark, нім. Wand-Nivelliermarke f) — нівелірний знак, який закладається в стіни або в основи міцних споруд (залізничні мости, вежі, стаціонарні будівлі тощо). Виготовляється переважно з чавуну — являє собою чавунний диск діаметром 15 см. В центрі Н.м.с. є заглибина, в яку вставляється штифт підвісної нівелірної рейки при геометричному нівелюванні. Найчастіше Н.м.с. закладають разом з репером стінним, який розташовується нижче від неї. Останнім часом Н.м.с. не закладаються, але їх існує досить багато в нівелірних мережах минулого.
Посередині лицьової сторони диска зроблена невелика опуклість, центр якої є носієм абсолютної висотної оцінки.